# Gentiana viatrix
Gentiana viatrix är en gentianaväxtart som beskrevs av H. Smith. Gentiana viatrix ingår i släktet gentianor, och familjen gentianaväxter. Inga underarter finns listade i Catalogue of Life.